# Francisco Rodríguez Amador
Francisco Rodríguez Amador (Madrid, España, 13 de diciembre de 1968) es un exfutbolista español que se desempeñaba como guardameta.
Es el  quinto jugador con más partidos  oficiales disputados en la historia del Club de Fútbol Extremadura.

## Clubes
| Club              | País   | Año       |
| ----------------- | ------ | --------- |
| C. F. Extremadura | España | 1994-1999 |
| U. D. Las Palmas  | España | 1999-2001 |
| C. F. Extremadura | España | 2001-2002 |
| C. D. Móstoles    | España | 2005-2006 |